# International avenue (Calgary)

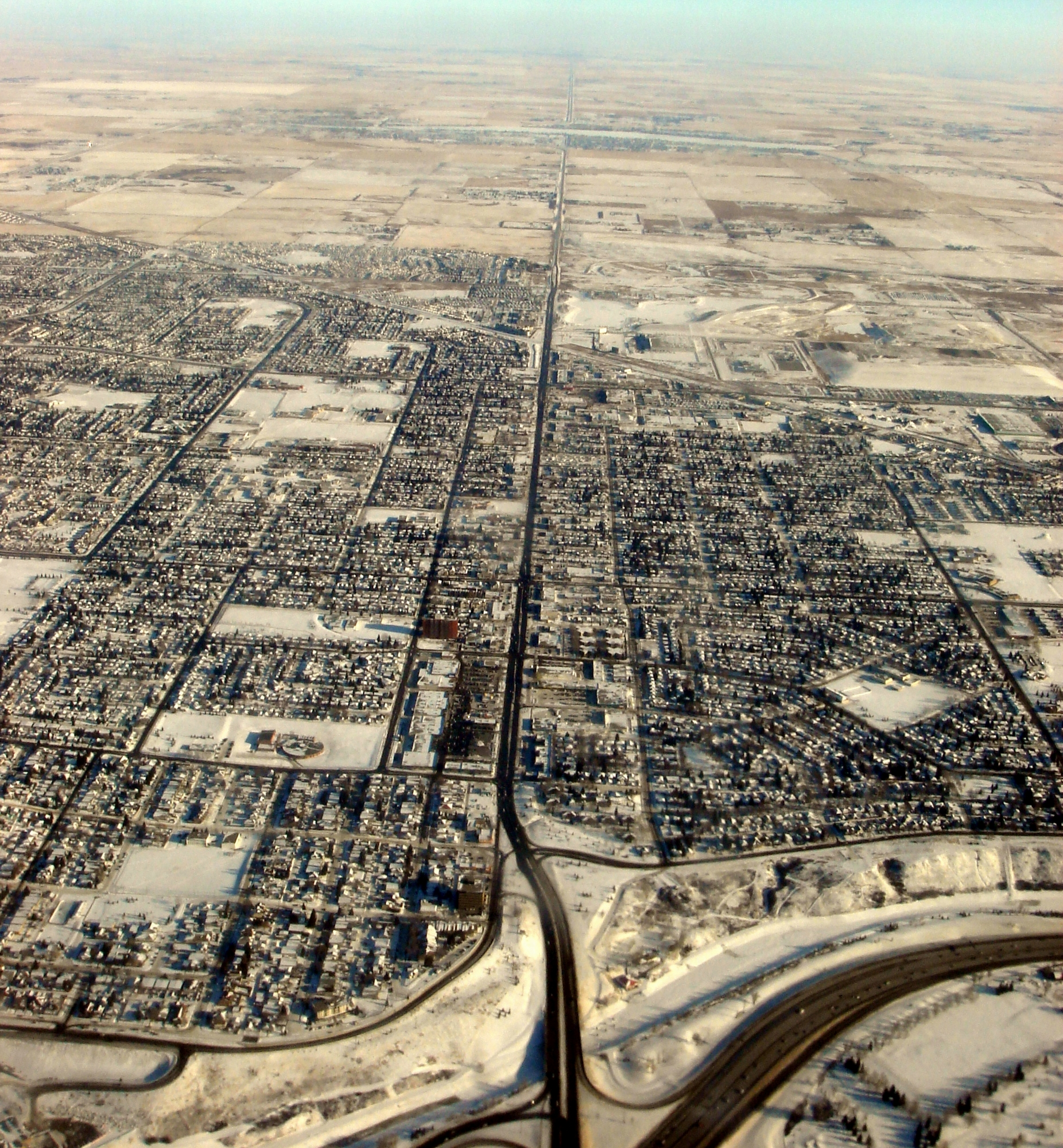
International Avenue shora

International Avenue je zóna pro obchodní revitalizaciv Calgary v Albertě v Kanada. Čtvrť je soustředěna na 17 Avenue SE v sousedství Forest Lawn na východě města. Čtvrť byla vytvořena v roce 1993 na oslavu bohaté kulturní rozmanitosti, která existuje ve východní části centrálního Calgary. [2] Tato oblast se od té doby stala oblíbeným místem etnických restaurací a obchodů.

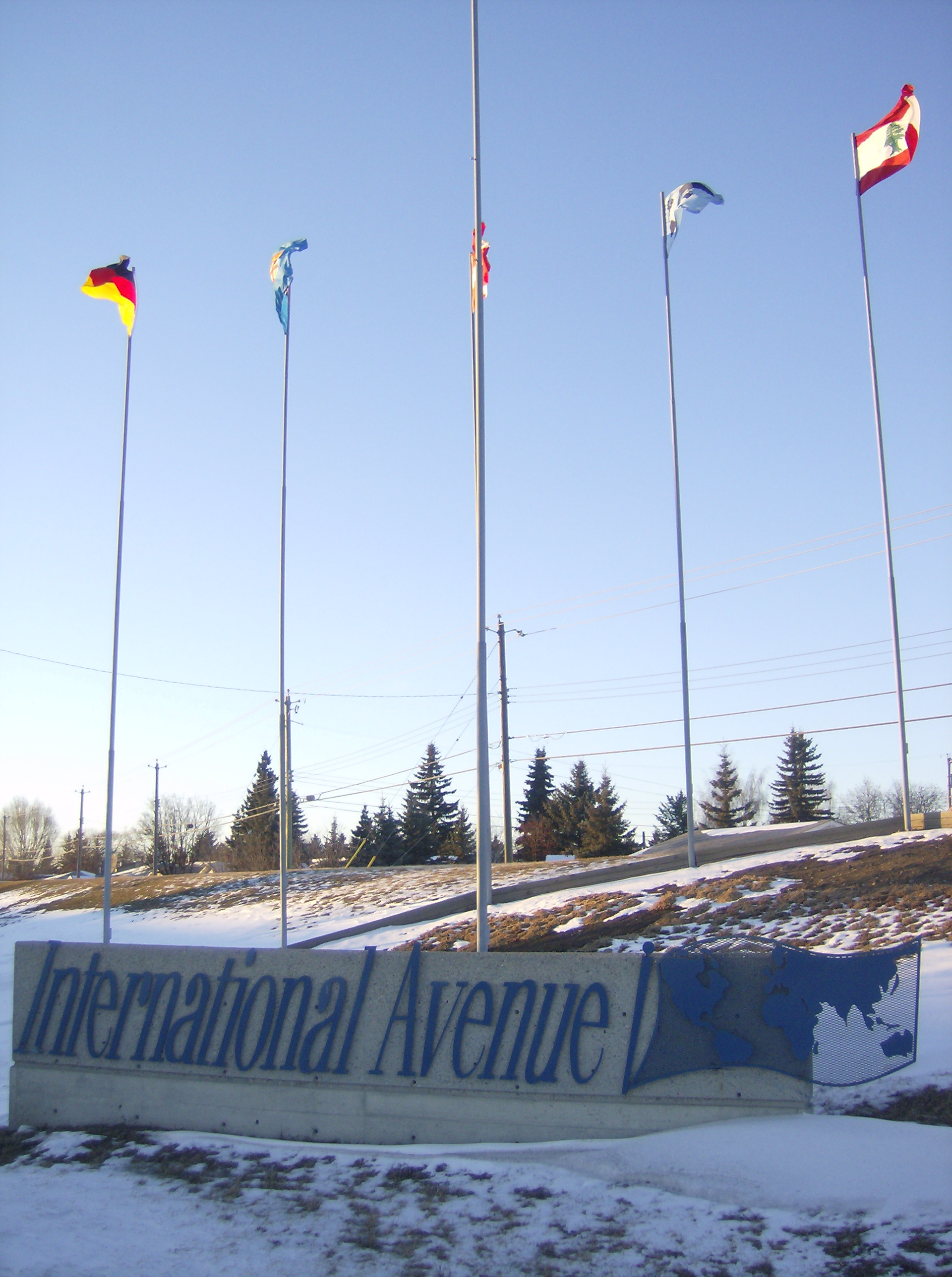
Štít a mezinárodní vlajky podél International Avenue

International Avenue byla také založena za účelem revitalizace bývalého města Forest Lawn, které bylo připojeno městem v roce 1961. Sousedství si již dlouho získalo pověst útočiště pro zločiny a drogy. V posledních letech však byla tato oblast uznávána pro svou multikulturalitu a pomalu se rozvíjela v hlavní cíl jak pro obyvatele Calgary, tak pro turisty. Město a BRZ jsou v současné době v procesu implementace nových iniciativ městského designu a přestavby..
Od roku 2003 pořádá International Avenue velký multikulturní festival GlobalFest. GlobalFest se připojil k oslavě rozmanitosti pod názvem One-World Festival a International Fireworks Championship v Park Elliston. Akce se koná každoročně koncem srpna.